# Gints Freimanis
Gints Freimanis (Saldus, 9 maggio 1985 – Saldus, 6 giugno 2023) è stato un calciatore lettone, di ruolo centrocampista.

## Biografia

### Club
Cresciuto nelle giovanili del Jelgava, nel 2005 firmò con il Ventspils, con cui vinse la coppa nazionale, anche se non scese mai in campo in campionato. Passato al Dižvanagi Rēzekne, fece il suo esordio in massima serie: a fine stagione, però, la squadra retrocesse. Tornò, quindi, al Jelgava, con cui disputò un campionato in seconda serie, mentre nel 2008 tornò in massima serie, prima con il Jūrmala e poi con il Rīga.
Nel 2009 tentò l'avventura in Irlanda con il St Patrick's, ma trovò poco spazio: tornò quindi allo Jelgava, nel frattempo promosso in massima serie, dove rimase due stagioni e vinse la sua seconda Coppa di Lettonia. Provò una nuova avventura all'estero, stavolta in Germania, nelle serie minori, con il Pommern Greifswald.
Dal 2013 è tornato nuovamente al Jelgava, dove è rimasto fino al 2017, vincendo altre tre Coppe nazionali, stavolta consecutive.
Nelle stagioni 2018 e 2019 ha giocato nello Spartaks Jūrmala.

### Nazionale
Ha esordito in Nazionale il 31 maggio 2014 nella finale di Coppa del Baltico 2014 contro la Lituania, entrando nei minuti di recupero al posto di Valērijs Šabala; il trofeo fu vinto proprio dai lettoni.
Il 31 agosto 2017 ha segnato il suo primo gol con la maglia della nazionale: la sua rete servì solo a rendere meno netta la sconfitta contro l'Ungheria, in una gara valida per le Qualificazioni al campionato mondiale di calcio 2018. Il 3 febbraio 2018 fu capitano nella gara amichevole contro la Corea del Sud.
Nel 2018 vinse la sua seconda Coppa del Baltico, giocando da titolare l'ultima gara contro la Lituania.

### Morte
Freimanis è morto nel 2023, a 38 anni (era ancora in attività, vestendo la maglia del Futbola Klubs Saldus), per un cancro alla pelle.

## Statistiche

### Cronologia presenze e reti in nazionale
| Cronologia completa delle presenze e delle reti in nazionale ― Lettonia | Cronologia completa delle presenze e delle reti in nazionale ― Lettonia | Cronologia completa delle presenze e delle reti in nazionale ― Lettonia | Cronologia completa delle presenze e delle reti in nazionale ― Lettonia | Cronologia completa delle presenze e delle reti in nazionale ― Lettonia | Cronologia completa delle presenze e delle reti in nazionale ― Lettonia | Cronologia completa delle presenze e delle reti in nazionale ― Lettonia | Cronologia completa delle presenze e delle reti in nazionale ― Lettonia |
| Data                                                                    | Città                                                                   | In casa                                                                 | Risultato                                                               | Ospiti                                                                  | Competizione                                                            | Reti                                                                    | Note                                                                    |
| ----------------------------------------------------------------------- | ----------------------------------------------------------------------- | ----------------------------------------------------------------------- | ----------------------------------------------------------------------- | ----------------------------------------------------------------------- | ----------------------------------------------------------------------- | ----------------------------------------------------------------------- | ----------------------------------------------------------------------- |
| 31-5-2014                                                               | Liepāja                                                                 | Lettonia                                                                | 1 – 0                                                                   | Lituania                                                                | Coppa del Baltico 2014                                                  | -                                                                       | 90'+4’                                                                  |
| 10-10-2014                                                              | Riga                                                                    | Lettonia                                                                | 0 – 3                                                                   | Islanda                                                                 | Qual. Euro 2016                                                         | -                                                                       | 32’ 52’, 90'+2’                                                         |
| 13-10-2014                                                              | Riga                                                                    | Lettonia                                                                | 1 – 1                                                                   | Turchia                                                                 | Qual. Euro 2016                                                         | -                                                                       | 63’                                                                     |
| 28-3-2015                                                               | Praga                                                                   | Rep. Ceca                                                               | 1 – 1                                                                   | Lettonia                                                                | Qual. Euro 2016                                                         | -                                                                       |                                                                         |
| 12-6-2015                                                               | Riga                                                                    | Lettonia                                                                | 0 – 2                                                                   | Paesi Bassi                                                             | Qual. Euro 2016                                                         | -                                                                       | 37’                                                                     |
| 6-9-2015                                                                | Riga                                                                    | Lettonia                                                                | 1 – 2                                                                   | Rep. Ceca                                                               | Qual. Euro 2016                                                         | -                                                                       | 33’                                                                     |
| 13-11-2016                                                              | Faro                                                                    | Portogallo                                                              | 4 – 1                                                                   | Lettonia                                                                | Qual. Mondiali 2018                                                     | -                                                                       |                                                                         |
| 25-3-2017                                                               | Ginevra                                                                 | Svizzera                                                                | 1 – 0                                                                   | Lettonia                                                                | Qual. Mondiali 2018                                                     | -                                                                       | 53’                                                                     |
| 31-8-2017                                                               | Ginevra                                                                 | Ungheria                                                                | 3 – 1                                                                   | Lettonia                                                                | Qual. Mondiali 2018                                                     | 1                                                                       | 57’                                                                     |
| 7-10-2017                                                               | Tórshavn                                                                | Fær Øer                                                                 | 0 – 0                                                                   | Lettonia                                                                | Qual. Mondiali 2018                                                     | -                                                                       |                                                                         |
| 3-2-2018                                                                | Aksu                                                                    | Corea del Sud                                                           | 1 – 0                                                                   | Lettonia                                                                | Amichevole                                                              | -                                                                       |                                                                         |
| 22-3-2018                                                               | Marbella                                                                | Fær Øer                                                                 | 1 – 1                                                                   | Lettonia                                                                | Amichevole                                                              | -                                                                       | 72’                                                                     |
| 5-6-2018                                                                | Vilnius                                                                 | Lituania                                                                | 1 – 1                                                                   | Lettonia                                                                | Coppa del Baltico 2018                                                  | -                                                                       |                                                                         |
| Totale                                                                  |                                                                         | Presenze                                                                | 13                                                                      |                                                                         | Reti                                                                    | 1                                                                       |                                                                         |

## Palmares

### Club
- Coppa di Lettonia: 5

Ventspils: 2005
Jelgava: 2009-2010, 2013-2014, 2014-2015, 2015-2016

### Nazionale
- Coppa del Baltico: 2

2014, 2018